# Fitzroya-slægten
Fitzroya-slægten (Fitzroya) er en monotypisk med én art, som vokser langs Andesbjergene (både Cordillera de los Andes og Cordillera de la Costa) mellem den 40. og den 43. breddegrad. Det er store, stedsegrønne nåletræer med forholdsvis brede, tilspidsede nåle. På grund af det værdifulde ved har Chile erklæret træerne for nationalt monument og forbudt fældning af levende træer samt anvendelsen af ved fra døde træer.
| Arter |

- Fitzroya cupressoides (lokalt kaldes arten "Alerce")

## Eksterne links
- Fitzroya i Flora Chilena Arkiveret 8. november 2006 hos  Wayback Machine (spansk)
- Fitzroya cupressoides en Chilebosque Arkiveret 20. juli 2009 hos  Wayback Machine (spansk)